# Blue Hills
Blue Hills (49 m n. m.) je kopec na ostrově Providenciales v západním Atlantiku. Jedná se o nejvyšší bod britského zámořského území Turks a Caicos.